# Хименес Ореамуно, Рикардо
Ромуальдо Рикардо Хименес Ореамуно (исп. Romualdo Ricardo Jiménez Oreamuno; 6 февраля 1859, Картаго (Коста-Рика), Коста-Рика — 4 января 1945, Сан-Хосе, Коста-Рика) — коста-риканский государственный деятель, три раза занимавший пост президента Коста-Рики (1910—1914, 1924—1928, 1932—1936), один из самых известных общественных деятелей страны в первой половине XX века.

## Биография
Родился в семье президента Коста-Рики Хесуса Хименеса Саморы и Эсмеральды Оймуно Гутьеррес, также дочери главы государства Франсиско Марии Оремуно Бонильи.
Был женат дважды: первым браком на Беатрис Саморе Лопес, вторым — на Марии Эухении Кальво Бадии. От второго брака у него была дочь Эсмеральда Хименес Кальво.
Получил среднее образование в колледже Сан-Луис Гонзага-де-Картаго и окончил юридический факультет Университета Санто-Томаса, которым он в 1888 году некоторое время руководил на правах исполняющего обязанности ректора. Разработал и опубликовал учебный курс по гражданским дисциплинам и многочисленные статьи и эссе по общественным вопросам и вопросам права. Он также был владельцем ранчо в Картаго и Пунтаренас и неоднократно избирался членом Благотворительного совета Сан-Хосе.
В последние годы своей жизни, несмотря на преклонный возраст, оставался практикующим адвокатом и регулярно публиковал статьи в прессе. Он жил в очень скромных условиях в арендованном доме, однако предложение провести сбор средств среди населения на покупку дома решительно отверг.
Похоронен на Главном кладбище Сан-Хосе.

## Политическая карьера
Во время первого правления президента Бернардо Сото Альфаро был назначен представителем Коста-Рики в Никарагуа, Сальвадоре в Мексике (1885), во время военной чрезвычайной ситуации, вызванной кампанией президента Гватемалы Руфино Барриоса Ауйона по военному объединению государств Центральной Америки.
Во время второй администрации Бернардо Сото Альфаро являлся полномочным представителем Коста-Рики в Мексике (1886), министром внутренних дел и полиции, министром народного образования (1886), депутатом и президентом Центральноамериканского конгресса Сан-Хосе (1888—1889), министром по внешним связям (октябрь-ноябрь 1889 и 1889—1890), министром финансов и торговли (1889—1890).

### Председатель Верховного Суда
В мае 1890 года, несмотря на свою молодость, в знак признания его таланта и юридических знаний, 31-летний Хименес был избран председателем Верховного суда на период 1890—1894 годов. Он окончательно отказался от должности в 1892 году, после того как президент Хосе Родригес Селедон объявил о роспуске Конгресса.

### Заместитель и президент Конгресса
В 1902 году он был избран депутатом от Картаго на период 1902—1906 годов, а в 1903 году — председателем Конституционного Конгресса, эту должность он занимал до 1904 года. С 1902 по 1906 год он также был первым «в очереди» на пост президента Республики.
В 1906 году был избран депутатом от Сан-Хосе и отличился своими усилиями по противодействию политике транснациональной корпорации United Fruit Company. С 1909 по 1910 год он вновь был президентом Конституционного конгресса.

### Первый президентский срок (1910—1914)
На выборах 1909—1910 годов он одержал убедительную победу над Рафаэлем Иглесиасом Кастро и был избран президентом Республики на период 1910—1914 годов. В этот период его родной город Картаго был практически разрушен землетрясением.

### Судья Верховного суда
В 1917 году, после военного переворота Федерико Альберто Тиноко Гранадоса, ушел из политики и отказался участвовать в составлении проекта Конституции 1917 года наравне с другими бывшими президентами. В 1919—1920 годах служил судьей Верховного суда.

### Второй президентский срок (1924—1928)
Вновь был избран депутатом от Сан-Хосе на период 1922—1926 годов, однако свой срок он не завершил, так как был вновь избран в качестве президента республики в 1924 году: на президентских выборах в декабре 1923 года его кандидатура получила большинство голосов, но не набрала абсолютного большинства, поэтому Конституционный конгресс должен был определить победителя между Хименесом и Альберто Эчанди Монтеро, кандидатом от Аграрной партии. При поддержке Реформистской партии, возглавляемой генералом Хорхе Волио Хименесом, Республиканская партия сумела укрепить позиции Хименеса в Конгрессе, и он был объявлен избранным президентом.

### Третий президентский срок (1932—1936)
С 1928 по 1932 год находился вдали от политической жизни, хотя избирался депутатом в 1930—1932 годах, однако фактически эту должность не исполнял, чтобы избежать конфронтации с президентом Клето Гонсалесом Викесом. На президентских выборах в феврале 1932 года его кандидатура получила наибольшее количество голосов, но не абсолютное большинство, и вновь Конгрессу предстояло определить победителя между Хименесом и другим кандидатом, Мануэлем Кастро Кесадой. Однако последний отказался от своего участия во втором туре в связи с участием в путче, известном как «Bellavistazo», и Конституционный конгресс объявил Хименеса избранным президентом.
В 1936 году, покинув пост президента, 77-летний Хименес категорически заявил, что его политическая карьера окончена. Тем не менее, в 1939 году он выдвинул свою кандидатуру на президентских выборах, но под давлением президента Леона Кортеса Кастро был вынужден ее снять в пользу набиравшего популярность Рафаэля Анхеля Кальдерона.

### Основные достижения
- Восстановление города Картаго после землетрясения 1910 года.
- Активное строительство общественных зданий, дорог, мостов и трубопроводов.
- Открытие Banco de Crédito Hipotecario и Banco Nacional de Seguros (ныне Национальный институт страхования) в 1924 году.
- Завершение электрификации железной дороги вдоль побережья Тихого океана.
- Строительство Национального стадиона.
- Инициирование строительства порта в Пунтаренас.
- Открытие Главного почтового отделения, сельскохозяйственной школы.
- Создание Министерства здравоохранения.
- Были созданы медицинские пункты Unidades Sanitarias для обеспечения лекарствами от малярии и анкилостомы.